# Günther Sidl
Günther Sidl (ur. 19 marca 1975 w St. Pölten) – austriacki polityk, politolog i samorządowiec, działacz Socjaldemokratycznej Partii Austrii, poseł do landtagu Dolnej Austrii, poseł do Parlamentu Europejskiego IX i X kadencji.

## Życiorys
Studiował politologię i komunikację na Uniwersytecie Wiedeńskim. W 2014 ukończył studia doktoranckie z zakresu nauk politycznych.
Działacz Socjaldemokratycznej Partii Austrii, był etatowym pracownikiem biura federalnego partii (1998–2002). Pracował też przy kampaniach prezydenckich Heinza Fischera w 2004 i 2010. Od 2007 do 2008 kierował biurem eurodeputowanej Karin Scheele, później do 2010 był jej asystentem w administracji rządu Dolnej Austrii. Pracował również m.in. w organizacji sportowej ASKÖ (2003), jako kierownik działu PR w instytucji szkoleniowej (2004–2007) oraz we frakcji socjaldemokratów w landtagu. W 2013 objął stanowisko dyrektora VHS Wiener Urania, instytucji zajmującej się kształceniem dorosłych.
W 2009 został radnym gminy targowej Petzenkirchen. W 2012 objął funkcję przewodniczącego partii w powiecie Melk. Stanął też na czele krajowego oddziału BSA, związanego z SPÖ zrzeszenia pracowników naukowych i artystów. W 2013 i 2018 wybierany na posła do landtagu Dolnej Austrii, został wiceprzewodniczącym frakcji deputowanych SPÖ. W listopadzie 2018 został zatwierdzony na trzecim miejscu listy wyborczej socjaldemokratów w wyborach europejskich w maju 2019. W wyniku tych wyborów uzyskał mandat posła do Parlamentu Europejskiego IX kadencji. Z powodzeniem ubiegał się o reelekcję w 2024.